# Jayanthi Kuru-Utumpala

Jayanthi Kuru-Utumpala, née le 3 septembre 1979, est une alpiniste et militante pour les droits des femmes sri lankaise. En 2016, elle est la première Sri Lankaise à avoir atteint le  sommet de l'Everest.

## Biographie
Elle étudie au Bishop's College de Colombo à partir de 1984. En 1999, elle suit des études de journalisme et de communication au Sri Lanka Foundation Institute. En 2000, elle entre au département d'anglais de l'Université de Delhi et passe un baccalauréat universitaire ès lettres en 2003. En 2007, elle entame des études de 3e cycle en Women's studies à l'université de Colombo. En 2009, elle obtient une Maîtrise universitaire ès lettres en études de genre à l'université du Sussex. Elle fait alors partie de plusieurs organisations vouées aux droits des femmes, des LGBT et des enfants au Sri Lanka. Elle est spécialiste du genre et de la sexualité au sein de l'organisation CARE International Sri Lanka depuis 2015.
En 2012, Jayanthi Kuru-Utumpala rencontre Johann Peries, son partenaire d’alpinisme, lors de sa préparation pour l'expédition au sommet népalais Imja Tse. Après cette expédition réussie, elle l’invite à faire l’ascension de l'Everest. En 2014, ils escaladent le Kilimanjaro, la montagne la plus haute d’Afrique. En 2016, elle forme l'expédition Sri Lanka-Everest avec Peries et atteint le sommet du Mont Everest le 21 mai 2016 à 5h03. Johann manque d’oxygène à seulement 450 mètres du but, au-delà de Camp IV sur le Col Sud et abandonne sur les conseils de son sherpa.
Avec cette ascension, le Sri Lanka devient le quatrième pays du monde, dans lequel une femme est la première personne à atteindre le sommet du Mont Everest. Les autres pays sont la Pologne, l'Afrique du Sud et la Croatie. 
L'expédition a été prise en charge par la société Internationale des guides de montagne qui leur a fourni du soutien, l'aide des Sherpa , la logistique, les repas et l'hébergement pendant leur expédition. Kuru-Utumpala a été accompagnée par le Sherpa népalais Ang Karma et Peries par Ang Pasang.
En août 2016, à la suite du succès de son expédition, elle est nommée ambassadrice des droits des femmes et du combat contre la violence conjugale par Chandrani Bandara Jayasinghe (en) la ministre sri lankaise des droits des femmes et des enfants ,.
En 2017, elle fait partie des 100 femmes de l'année de la BBC.

## Publications
- Kuru-Utumpala, J., LBT rights and militarization in postconflict context in The Remaking of Social Contracts: Feminists in a Fierce World, édité par Gita Sen  et Marina Durano, Development Alternatives with Women for a New Era (DAWN), Zed Books, 2014, Londres
- Kuru-Utumpala, J., Butching It Up: An Analysis of Female Masculinity in Sri Lanka, Culture Health and Sexuality: An International Journal for Research, Intervention and Care, 2013